# Salix thaumasta
Salix thaumasta är en videväxtart som beskrevs av Arika Kimura. Salix thaumasta ingår i släktet viden, och familjen videväxter. Inga underarter finns listade i Catalogue of Life.